# Sepedon trichooscelis
Sepedon trichooscelis är en tvåvingeart som beskrevs av Speiser 1910. Sepedon trichooscelis ingår i släktet Sepedon och familjen kärrflugor. Inga underarter finns listade i Catalogue of Life.